# El Ballestero
El Ballestero (anteriormente hasta 1877 Ballestero) es un municipio español situado al sureste de la península ibérica, en la provincia de Albacete, dentro de la comunidad autónoma de Castilla-La Mancha. Se encuentra a 68 km de la capital provincial. En 2020 contaba con 396 habitantes, según datos del INE.
En su término se encuentra la parroquia renacentista de san Lorenzo. De su patrimonio natural destacan los sabinares y las salinas de Pinilla y la Laguna Blanca, integradas en el parque natural de las Lagunas de Ruidera.

## Toponimia
Multitud de controversias han discrepado sobre el nombre de El Ballestero. Las fuentes más certeras son las de Alfonso X el Sabio que afirman que desde el intento de reconquista de Alfonso VIII de la villa de Alcaraz, los ejércitos ballesteros de su dependencia se asentaron en este lugar, aprovechando un gran manantial del actual Pozo Viejo, las encinas y la abundancia de caza, de ahí el topónimo final de El Ballestero.

## Símbolos

Escudo de El Ballestero.

Los símbolos de El Ballestero son la bandera cortada en gules y plata y el escudo tocado con corona real cerrada, cortado, 1.º de gules, dos llaves de plata puestas en aspa con sus cabezas hacia abajo y unidas por una cadena de sable; y 2.º de plata, una ballesta de gules con su dardo de sable empulgado y apuntando al jefe.

## Historia
El enclave en el que se encuentra El Ballestero se caracteriza por ser un terreno con pocos accidentes geográficos, por lo que ha sido lugar de asentamiento y de frecuente paso de culturas prerromanas. Esta civilización se manifiesta a través de restos arqueológicos en la necrópolis ibérica del Ojuelo y en el Villar de Pontezuelas, así en lugares más apartados como Villaverde, El Campillo y Villalgordo.
Las manifestaciones de la cultura romana se hacen patentes a través de la calzada que en su momento atravesó el municipio y que hoy se conserva un trozo de empedrado de 800 metros. Según documentos, el general cartaginés Aníbal pasó por estos lares para atravesar la península ibérica a finales del siglo III a. C. La vía fue la impulsora principal del desarrollo comercial de la zona por el continuo tránsito de diversas culturas y por la cercanía a la ciudad de Libisosa.
El devenir de la historia ha permitido rescatar numerosos restos arqueológicos propios de la cultura visigótica que se manifiesta con la pila bautismal de la ermita de Villagordo, ya en término municipal de Robledo. De la civilización musulmana no se conserva nada, solo documentos de descripción de la zona por parte de Abd-Alrahman III impresionado por la vegetación que la habitaba.
Los sabinares y los abundantes pastos eran recursos de esta zona de los que se abastecía Alcaraz. Además de los ejércitos de ballesteros, también fue lugar de paso durante las guerras civiles de sucesión entre los partidarios de Juana la Beltraneja y el trono de Isabel la católica.
En el siglo XVI, este lugar ya era conocido por ser un sitio de paso, por tener intereses eclesiásticos, y por contar en su casco urbano con un mesón, bajo la denominación del Sol, propiedad de la Iglesia, y en el cual pernoctaron numerosas gentes como pudo ser el caso de Alonso de Vandelvira, hijo de Andrés de Vandelvira, y cuya presencia se hace significativa en la traza de la parroquial de San Lorenzo.
Ante las continuas invasiones y devastaciones de la localidad, a finales del siglo XVII El Ballestero poseía una población cercana a los 300 habitantes, que se vio aumentada en gran número ya en el siglo XVIII, gracias a sus suelos productivos y a sus campos amplios propios para el ganado. En este mismo siglo y por orden de Carlos II, adquirió autonomía propia. 
Ya en el siglo XIX, en el proceso industrializador de España, en este municipio al igual que en toda la provincia de Albacete no tuvo mucho auge aunque mejoraron las condiciones de vida, disminuyó la mortalidad y con ello aumentó la población para comenzar el siglo XX con 1.634 habitantes. Hacia el año 1950, la población entra en declive, acto incitado principalmente por el éxodo rural hacia las grandes ciudades industriales, sobre todo Valencia, Madrid o la provincia de Castellón. 

## Geografía humana

### Demografía
Cuenta con una población de 413 habitantes (INE 2024).
| Gráfica de evolución demográfica de El Ballestero entre 1842 y 2021 |
| |
| Población de derecho según los censos de población del INE Población de hecho según los censos de población del INEEn estos censos se denominaba Ballestero: 1857 y 1860 |

Los fines de semana, el pueblo recupera cierta vitalidad por el regreso de sus gentes al lugar de origen para estar con los suyos o para huir de los sonidos estridentes de la capital.
Datos demográficos de El Ballestero entre 1842 y 2019:
| 1271          | 1454 | 1579 | 1634 | 1681 | 1581 | 1580 | 1528 | 1710 | 1784 | 1531 | 961 | 790 | 676 | 570 | 479 | 459 | 442 | 414 | 405 |
| (Fuente: INE) |      |      |      |      |      |      |      |      |      |      |     |     |     |     |     |     |     |     |     |

### Comunicaciones
Desde Albacete (66 km): salir de Albacete dirección Barrax por la N-430; a unos 10 km de pasar Barrax, coger un desvío hacia Lezuza, atravesar Lezuza y continuar por la CM-3152 unos 4 km donde se encuentra un desvío a la izquierda que indica El Ballestero; después de unos 11 km se llega a la localidad.
Desde Madrid: la carretera de salida recomendada es la A-4. Después de unos 60 km., en Ocaña (Toledo), coger el desvío hacia Albacete AP-36. Continuar otros 60 km aproximadamente (se pasa por Corral de Almaguer) y desviarse en la salida de Quintanar de la Orden, ya en la N-301 desviarse a la derecha hacia El Toboso (CM-3103). Después de pasar éste, se llega a Pedro Muñoz, se atraviesa con dirección a Socuéllamos (CM-3111); después de pasar Socuéllamos, se coge dirección Sotuélamos. Se tienen que pasar tres cruces, el primero con la carretera Villarrobledo-Tomelloso, el segundo con la carretera Villarrobledo-Ossa de Montiel, siempre seguir recto, y en el tercero, después de unos 35 km desde Socuéllamos, continuar recto atravesando una pequeña aldea (Sotuélamos) y en dirección a El Bonillo, a unos 11 km; al llegar allí se gira a la derecha cogiendo la CM-3133 (Munera-Robledo) y en 14 km se llega al municipio.
Desde Andalucía: por la A-4 desviarse en la salida 210 a Valdepeñas, 5 km por la CM-5157, y en una rotonda coger dirección Villanueva de la Fuente (CM-412) y allí coger la CM-320 dirección Viveros, pasar éste y llegando a Robledo girar en una rotonda dirección a El Ballestero por la CM-3133 (9 km).

## Administración
| Periodo   | Nombre                                                                      | Partido |
| --------- | --------------------------------------------------------------------------- | ------- |
| 1979-1983 | Antonio Hidalgo Auñón                                                       | UCD     |
| 1983-1987 | Tomás Morcillo Cuenca                                                       | PSOE    |
| 1987-1991 | Tomás Morcillo Cuenca (1987-1989) María del Carmen Pastrana (1989-1991)     | PSOE    |
| 1991-1995 | Concha Vázquez Sánchez                                                      | PSOE    |
| 1995-1999 | Tomás Morcillo Cuenca                                                       | PSOE    |
| 1999-2003 | Tomás Morcillo Cuenca                                                       | PSOE    |
| 2003-2007 | Tomás Morcillo Cuenca                                                       | PSOE    |
| 2007-2011 | Francisco Javier Arroyo Alonso (2007-2008) Martín Esteso García (2008-2011) | PP      |
| 2011-2015 | Verónica Gómez Gallego (2011-2013) Daniel Martínez Sáez (2013-2015)         | PSOE IU |
| 2015-2019 | Daniel Martínez Sáez (2015-2017) Verónica Gómez Gallego (2017-2019)         | IU PSOE |
| 2019-2023 | Verónica Gómez Gallego (2019-2021) Daniel Martínez Sáez (2021-)             | PSOE IU |

## Patrimonio

### Iglesia de San Lorenzo Mártir

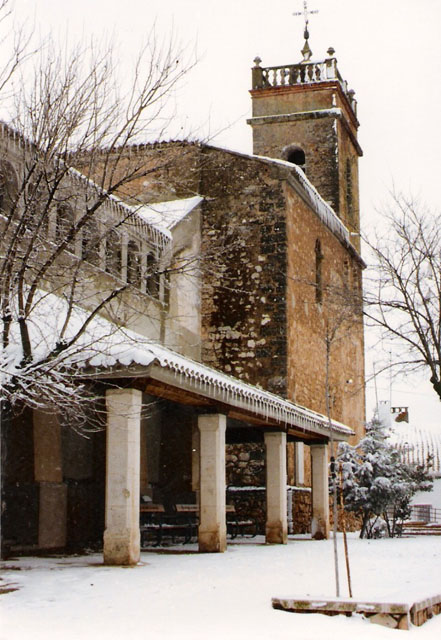
Iglesia de San Lorenzo nevada, en El Ballestero.

Está enclavada en el casco urbano, en la calle don Francisco Garví n.º 11. Comenzó su construcción en las centurias de los siglos XIV-XV; pies del templo hoy muy modificados. Pero su monumentalidad se debe a las modificaciones sufridas ya en el siglo XVI. De esta época se conserva el crucero con una bóveda con crucería y el presbiterio. Posteriormente tienen otras dos fases constructivas de menor importancia que datan de 1770, con la edificación de la torre. En el siglo XX fue cuando se remodeló la nave deteriorada tras la Guerra Civil.
Destaca el exterior de la iglesia por sus altos muros con pequeñas ventanas en su parte superior, y por su torre de poca altura que termina en un cuerpo balaustrado. El interior del templo se caracteriza por tener una sola nave, una cubierta plana y una bóveda de crucería estrellada que arranca de columnas estriadas adosadas a la pared.
En sus inicios, la parroquia actual pudo ser una ermita de pequeñas dimensiones. Paulatinamente la edificación irá creciendo junto con la comunidad a la que debía satisfacer. Sus características que fueron inicialmente románicas se vieron modificadas posteriormente por diferentes estilos.
De esta manera el templo muestra en la actualidad un amplio abanico arquitectónico desde el gótico hasta nuestros días. Como huella renacentista destaca la presencia de lo Valdelvira con su limpieza de formas, sin apenas decoración, que podemos apreciar también en la pila bautismal. 
Destaca la presencia en la localidad en 1577 de Alonso de Vandelvira, hijo del insigne arquitecto alcaraceño Andrés de Vandelvira, como padrino de un niño y que posiblemente viniera a concluir un proyecto de su padre, pese a haber muerto este en 1572.
Del barroco queda el retablo del altar mayor del que no se conoce autor, pero que se supone de la misma filiación del que se conserva en la iglesia de San Miguel de la ciudad de Alcaraz. En la parte baja del mismo encontramos a la Virgen de la Encarnación, patrona de la localidad que como dice el cantar popular:
En medio del altar mayor hay una hermosa noguera,
Virgen de la Encarnación,
tú eres la rama primera.
En la parte alta encontramos a San Lorenzo Mártir titular de este templo y flanqueándolo podemos ver las imágenes de los Sagrados Corazones de Jesús y María. Como anécdota iconográfica vemos como en el eje central se representa la Santísima Trinidad, en la parte superior, entre ráfaga la paloma, símbolo del Espíritu Santo, en el centro la Virgen de la Encarnación, pese a tratarse del misterio de la Anunciación, se encuentra con el niño en brazos, cuando lo lógico sería que estuviera en gestación, he aquí la figura del Hijo, y por último el Padre, en la parte inferior, simbolizado por el Sagrario, Dios presente en la Eucaristía por medio del pan.
En el siglo XVIII durante el clasicismo se construye la torre del campanario con su sobriedad de líneas y base rectangular. Rematada originalmente con chapitel, que no se conserva, como otras de la zona, y con la inscripción de la fecha (1770) y el emblema parroquial, unas parrillas, símbolo del martirio del santo titular, San Lorenzo.
Durante el siglo XIX y el primer tercio del XX, lo más destacable es la incorporación de una de las campanas de la torre, la de San Miguel de Susaña o comúnmente llamada la Gambeta, adquirida de una forma muy curiosa. Se trataba de una disputa de lindes entre El Bonillo y El Ballestero. El conflicto se resolvió por orden de un juez mediante una competición de Jota que se celebraría en la plaza Mayor de Madrid con dos parejas, una de cada pueblo. Finalmente ganó El Ballestero. La Gambeta tocaba cuando se producía la muerte de un niño pequeño. En esta época se consiguieron las imágenes de San Pedro y San Pablo, desaparecidas en la Guerra Civil. Susaña es hoy un lugar de leyendas e historias que hablan de tesoros y bandidos.
La II República pasó factura causando perjuicios irreparables en esta iglesia. En la posguerra se reconstruyó en la medida que se pudo algunos de los daños producidos en la guerra. Teniendo que ser repoblada de imágenes ya que fueron destruidas en la guerra, destacando las imágenes de La Dolorosa y Padre Jesús, de la Escuela de Olot.

### Plaza de la Constitución

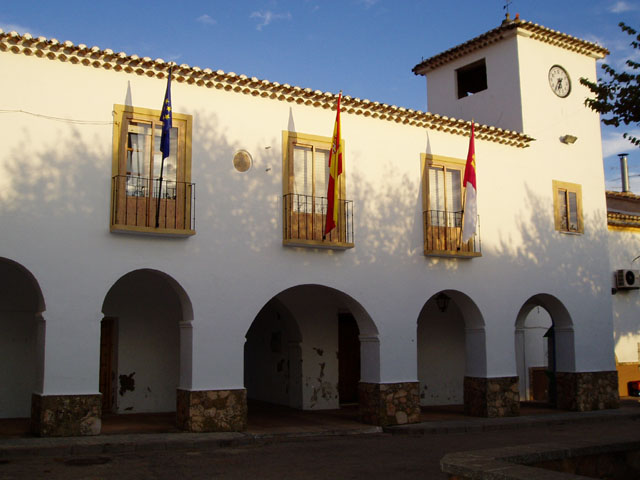
Vista del Ayuntamiento de El Ballestero.

No debemos dejar pasar la oportunidad de pasear por la Plaza de la Constitución, que fue una de las primeras que acuñó este nombre en 1837 dentro de los demás municipios de la provincia. Es lugar de reunión y diversión para las gentes del pueblo donde se realizan los acontecimientos más importantes (pregón, verbenas, etc.) sobre todo durante las fiestas de Pascua de Mayo, San Lorenzo o San Miguel.
En la plaza destaca, pese a su sobriedad y sencillez el consistorio municipal, construido en 1808. Destacan sus dos cuerpos, el inferior con lonja y arquería, que comunica por medio del arco central, doble de ancho, la plaza con la iglesia, y en el superior una balconada sencilla. Remata el edificio una torre de un cuerpo donde se sitúa el reloj municipal.

### La ermita
A las afueras de la localidad, a 800 m y en dirección de la pista de Pontezuelas, se encuentra la ermita levantada en honor a San Antón. Antiguamente, este santo era bastante venerado por estos lares, pero con el paso de los años la festividad se perdió y hoy se está recuperando. Hoy día es el lugar de despedida y recibimiento de la Virgen de la Encarnación en el Domingo de Pentecostés y en San Miguel respectivamente. Es una ermita austera, sencilla y funcional, pese a no tener rasgos artísticos relevantes, se sabe que ya a mediados del siglo XVIII, existía una edificación similar en este paraje que originalmente se llamaba Calvario y estaría relacionado sino con este santo con las celebraciones pasionales.

### Ermita de Villalgordo

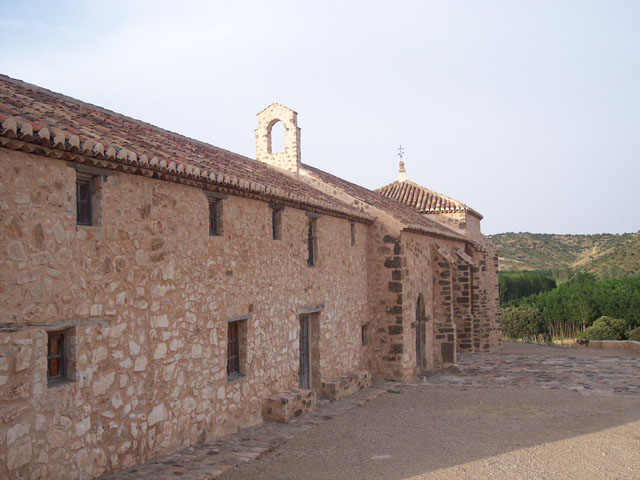
Ermita de Villalgordo.

A 13 km del casco urbano en dirección a Villaverde, y ya en el término municipal de Robledo (aunque de propiedad civil y religiosa de El Ballestero) se alza la histórica ermita de Villalgordo en un bello marco montañoso de vegetación. Al parecer fue construida por Alfonso VIII tras la reconquista de las tierras de Alcaraz. Con rasgos propios de gótico tardío, cuenta con tres arcos ojivales y un crucero de bóveda sencilla. En el exterior tiene contrafuertes para sujetar la cubierta de madera, y la bóveda la sujetan cuatro contrafuertes en aspa. En la actualidad ha sido restaurada y se le ha dotado de la monumentalidad que perdió con el tiempo. En su interior se conservan restos de un retablo barroco, pero destacan sus capiteles y su pila bautismal y de agua bendita que por su decoración nos dejan entrever un pasado visigótico.

## Entorno Natural
El Ballestero esconde en sus cercanías un gran paraje natural. Antes de llegar al pueblo, el viajero puede disfrutar de las concentraciones de sabinas, árboles que no hace mucho corrían peligro de extinción.
Podemos encontrar en los alrededores de El Ballestero lagunas, como la de Villaverde o la del Arquillo, teniendo esta última unas condiciones minerológicas tan buenas como para haber sido elegida para embotellar su agua por la empresa murciana El Pozo.
También existen en las cercanías varias navas, que son terrenos llanos rodeados de elevaciones generalmente húmedos o encharcados donde anteriormente pudo haber una laguna, como la de El Conchel, Peribáñez, Guardaaperos, De Las Encebras, Del Espino o De La Pastora.
Son reseñables los ojos de Villaverde, de donde brota la laguna del mismo nombre, y el ojo de la Estaca en la vega del pueblo de donde los agricultores aprovechan el agua para el regadío de los cultivos.
Cabe destacar la masiva presencia en la zona de una de las aves más emblemáticas de la península ibérica, la avutarda. Esta ave es la más grande del mundo capaz de volar. La hembra pesa en torno a 4 kg y el macho entre 12 y 18 kg

## Fiestas
Durante las fiestas es típico disfrutar de verbena en la plaza, siempre si el tiempo lo permite.

### Pascua de Mayo
Primera fiesta del año que se celebra el domingo de Pentecostés, cuarenta días después del Domingo de Resurrección. El domingo se lleva en romería a la patrona, la Virgen de la Encarnación, a la ermita de Villalgordo. Una vez allí se hace una tradicional comida a base de carne de cordero, a la que está invitado todo el pueblo.

### San Lorenzo
10 de agosto. Fiestas en honor al patrón del municipio, San Lorenzo. Estas ponen fin al programa del verano cultural en el pueblo, donde se disfruta de cine de verano, actuaciones de teatro, etc.

### San Miguel
29 de septiembre. Aunque San Miguel no es el patrón del pueblo, se realizan tradicionalmente el último fin de semana de septiembre ya que en ese periodo los agricultores han terminado de recolectar y no han empezado todavía la siembra. Desde la Pascua de Mayo la Virgen permanece en Villalgordo, y es ahora cuando vuelve a la iglesia del pueblo. Se realiza una romería para trasladarla habiendo repuesto fuerzas con una comida igual que la de la Pascua en Villalgordo.

### El Blanco o Ánima muda

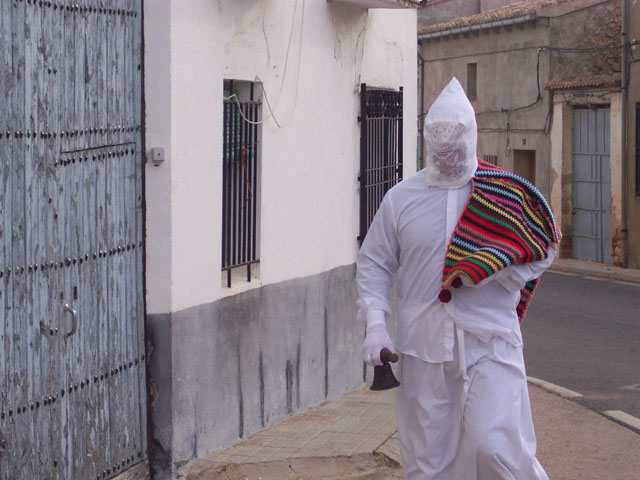
El Blanco andando por El Ballestero.

28 de diciembre. Una de las tradiciones más antiguas de la provincia. Consiste en que un habitante del pueblo se viste con una túnica y caperuza blancas y va casa por casa recaudando donativos para la Iglesia. Las personas que realizan esto, suelen hacerlo por promesas o agradecimientos a la Virgen.

### Otras Festividades
El calendario festivo y de tradiciones de El Ballestero se completa con festividades como San Antón, patrón de los animales; La Candelaria, con la ofrenda de las rosquillas de matalauva, propias del día; Semana Santa, donde se conserva el toque de matracas y carruchas durante los días pasionales, y se puede ver a la chiquillería tocando estos antiquísimos instrumentos de madera, o su Vía Crucis de Pasión, catorce cuartetas con música cantábile cantadas en la mañana de Viernes Santo, y de origen antiquísimo; los Mayos, cantados el 30 de abril por la noche a la Virgen de la Encarnación en la iglesia, El Corpus Christi y los altares por las calles para honrar al Santísimo Sacramento, y así un largo compendio de fiestas y tradiciones que nos lleva a tener siempre una excusa para visitar esta singular localidad.

## Gastronomía
En El Ballestero y, en general, en la provincia, son típicas las comidas hechas con los trofeos conseguidos en una jornada de caza, liebre, perdiz y similares.
Uno de los platos más típicos e importantes que así se realizan en la comarca es la torta de pastores que, originalmente, se hacía con un laborioso estilo en el que se hace una torta de harina en las ascuas de la lumbre. Ahora, esta torta se puede comprar despiazada en envases preparados.
- Jarola
- Gachas
- Moje
- Ajo mataero
- Atascaburras
- Migas ruleras
- Gazpachos manchegos (Galianos)

## Visitas Próximas
- Alcaraz (21 km).
- Parque natural de las Lagunas de Ruidera (52 km).
- Los Chorros del Río Mundo - Riópar - parque natural de los Calares del Mundo y de la Sima (58 km).
- Ayna (71 km).